# Војин (војвода)
Војин је био српски великаш, родоначелник породице Војиновића и господар области око Гацка, од 1322. до 1347/1348. године. Према оцени Михаила Динића, био је један од најистакнутијих велможа из времена Стефана Дечанског (1322—1331), да би се касније нашао међу властелом која је подржавала његовог сина Душана (краљ 1331—1346, цар 1346—1355), у доба док је био млади краљ Његови потомци, син Војислав и унук Никола били су једни од најмоћнијих великаша у Србији, током друге половине XIV века.
Сматра се да је учествовао у нападима на дубровачке поседе средином треће деценије XIV века, услед сукоба између Србије, али и Бранивојевића, са Дубровачком републиком. Као носилац војне титуле војвода, Војин је вероватно учествовао у ратовима које је у то доба водила Србија, бици на Велбужду и освајањима Душана Силног.
У народној традицији, његова жена је била сестра цара Душана, као што у народној песми Женидба Душанова браћа Војиновићи помињу Душана као ујака.
У браку са властелинком непознатог имена имао је четворо деце:
- Милоша, који је умро млад, а помиње се 1333. године са титулом ставиоца
- Алтоман (умро око 1359), велики жупан ожењен Ратославом Младеновић (Бранковић) и отац Николе Алтомановића
- Стефан Војислав (умро 25. октобра 1363), велики кнез
- Села (Воисава), удата за Брајка Бранивојевића